# Nichkhun
Nichkhun Buck Horvejkul (tailandés: นิช คุณ หร เวช กุล, LBTR: Nitchakhun Horawetchakun; Rancho Cucamonga, California, USA. 24 de junio de 1988), conocido generalmente como Nichkhun (coreano: 닉쿤), es un cantante y actor estadounidense de origen tailandés, que desarrolla su carrera artística en Corea del Sur. Además forma parte del grupo de K-pop, 2PM.

## Biografía
Nichkhun nació en Rancho Cucamonga (California) su padre es tailandés y su madre chinoamericana 
Posee doble nacionalidad estadounidense y tailandesa. 
Proviene de familia pudiente. Nichkhun tiene un hermano mayor llamado Nichan y dos hermanas menores llamadas, Nichthima (Yanin) y Nachjaree (Chereen). A la edad de cinco años, se trasladó a Tailandia desde Estados Unidos con su familia y estudió en la Dhepkanjana School y en Tangpiroondham School. A la edad de doce años, estudió en Wanganui Collegiate School en Nueva Zelanda durante un año y medio y después se trasladó a los Estados Unidos para terminar sus estudios en Los Osos High School, en California. 
Habla con fluidez inglés, tailandés, coreano, chino mandarín y japonés.
Como ciudadano masculino de Tailandia estaba sujeto al sorteo de reclutamiento militar en el 2009, en el que como consecuencia recibió la exención del servicio militar.

## Carrera
Fue descubierto por un director de cazatalentos de JYP Entertainment durante un festival de música coreana en Los Ángeles, California.
Luego de pasar su audición por JYP Entertainment, firmó un contrato por ocho años y fue llevado a Corea del Sur en el 2006 en una clase junto a otros 24 estudiantes. Park Jin-Young le informó que era requerido que aprendiera a cantar y bailar, que aprendiera coreano y chino mandarín, y que ganara músculo.  
Su primera aparición fue en el programa Hot Blood de Mnet, el cual mostraba el entrenamiento físico intenso que 13 trainees debían pasar por la oportunidad de debutar ya sea en un grupo de balada compuesto de cuatro miembros (2AM) o en un grupo de baile de siete miembros (2PM) pertenecientes a JYP Entertainment.

## Vida privada
El 3 de abril de 2014 se confirmó que estaba saliendo con la cantante Tiffany del grupo femenino Girls' Generation. Las agencias de ambos artistas dieron la declaración oficial, mientras que JYP Entertainment (agencia de Nichkhun) dijo: «Como los reporteros han informado, Nichkhun y Tiffany han estado saliendo en los últimos cuatro meses. Por favor véanlos de manera amable». La agencia de Tiffany dijo: «Después de ser amigos, los dos se hicieron tan cercanos que se hicieron novios». 
Sin embargo el 29 de mayo de 2015 mediante sus agencias se anunció que la pareja había terminado después de 1 año y 4 meses de relación, JYP Entertainment (agencia de Nichkhun) dijo: «Es cierto que han terminado. La razón por la que se separaron es un asunto personal, por lo que no hubo ninguna mención de ello. Nichkhun se encuentra actualmente en medio de los preparativos para el regreso de 2PM». Por otra parte, SM Entertainment (agencia de Tiffany) dijo: «Después de consultar con la misma Tiffany, se ha confirmado que los dos se separaron».

## Filmografía

### Películas
| Año  | Título              | Personaje | Notas                                           |
| ---- | ------------------- | --------- | ----------------------------------------------- |
| 2018 | Brother of the Year | Moji      | junto a Urassaya Sperbund y Sunny Suwanmethanon |

### Series de televisión
| Año  | Título             | Personaje          | Notas                          |
| ---- | ------------------ | ------------------ | ------------------------------ |
| 2021 | Vincenzo           | Kim Jin-min        | ep. #12 - (aparición especial) |
| 2019 | Arthdal Chronicles | Rottip             | (ep. #10–12, 14)               |
| 2011 | Dream High         | Compañero de Ri Ah | -                              |

### Apariciones en programas de televisión
| Año                  | Programa                          | Notas                                                                       |
| -------------------- | --------------------------------- | --------------------------------------------------------------------------- |
| 2018 - presente      | Galileo: Awakened Universe        | miembro                                                                     |
| 2017                 | Elementary School Student/Teacher | miembro                                                                     |
| 2010-2012, 2014-2016 | Running Man                       | 11 episodios (Ep. #4-5, 19, 40, 50-51, 104, 195, 248, 256 y 258) - invitado |
| 2013                 | Hello Counselor                   | (Ep. #125) - invitado                                                       |

### Presentador
| Año  | Programa                     | Notas                                                                  |
| ---- | ---------------------------- | ---------------------------------------------------------------------- |
| 2014 | SBS Gayo Daejun - Lucky Boys | co-presentador - junto a Jung Yong-hwa, L, Song Min-ho, Kangnam y Baro |

### Participación en conciertos
| Año  | Nombre                    | Notas  |
| ---- | ------------------------- | ------ |
| 2019 | 49th Thai TV3 Anniversary | [ 11 ] |

## Discografía
Canciones en tailandés
- 2008: "We Become One"
- 2009: "Let's Take a Break"
- 2009: "Cute"

Canciones en coreano
- 2011: "My Valentine" (with Taecyeon, Park Jin-young) (Soundtrack from the album Dream High)

Canciones en inglés
- 2012: "Let It Rain" (Bonus track from the album Legend of 2PM)

Canciones en japonés
- 2014: "So Wonderful"